# Albinaria maltzani
Albinaria maltzani is een slakkensoort uit de familie van de Clausiliidae. De wetenschappelijke naam van de soort is voor het eerst geldig gepubliceerd in 1883 door O Boettger.